# Ugo Gazzari
Ugo Gazzari (Genova, 21 settembre 1919 – ...) è stato un calciatore italiano, di ruolo centrocampista.

## Caratteristiche tecniche
Giocava come mediano.

## Carriera
Nella stagione 1937-1938 gioca in Serie C con l'Imperia; nella stagione 1939-1940 segna 4 reti in 19 partite con la maglia della Rivarolese, sempre in terza serie. Trascorre poi la stagione 1940-1941 con la Pro Vercelli, in Serie B, senza però disputare partite di campionato. Successivamente passa al Casale, con cui nella stagione 1941-1942 segna 4 reti in 24 presenze in Serie C; l'anno seguente segna altre 2 reti in 21 presenze in terza serie con i nerostellati.
Nella stagione 1945-1946 e nella stagione 1946-1947 milita in Serie B con la Vogherese: nella prima stagione gioca 19 delle 22 partite di campionato, mentre nella Serie B 1946-1947 viene impiegato meno frequentemente disputando comunque 21 partite, nel corso delle quali segna anche i suoi unici 2 gol in carriera in seconda serie. Dopo aver disputato a Voghera anche la stagione 1947-1948 passa al Messina, con cui nella stagione 1948-1949 gioca 29 partite in Serie C. Nella stagione 1949-1950 continua a giocare stabilmente da titolare e, segnando anche una rete in 25 presenze, contribuisce alla vittoria del campionato da parte della squadra siciliana, con cui nella stagione 1950-1951 gioca 7 partite in Serie B.

## Palmarès

### Club

#### Competizioni nazionali
- Serie C: 1

Messina: 1949-1950